# Pazurnice
Pazurnice (Onychophora), pratchawce (Protracheata) – typ lądowych zwierząt bezkręgowych o robakowatym kształcie ciała, homonomicznej metamerii, jednej parze czułków i licznych odnóżach. Pazurnice posiadają cechy zarówno pierścienic (Annelida), jak i stawonogów (Arthropoda). Tworzą reliktową grupę o budowie nieznacznie zaledwie zmienionej od paleozoiku. Dotychczas opisano około 200 gatunków, z których większość występuje w tropikalnej strefie półkuli południowej, a część w strefach umiarkowanych Australii i Nowej Zelandii. Zasiedlają miejsca wilgotne i kamieniste w pobliżu cieków. Żywią się materią organiczną i drobnymi bezkręgowcami.
Pazurnice mierzą zwykle około 5 cm długości, największe osiągają 15 cm. Ich ciało, składające się z segmentów-pierścieni, jest delikatnie spłaszczone na stronie brzusznej. Z każdego segmentu wyrasta para odnóży, wyposażonych w pazurki, od których pochodzi nazwa pazurnice. Nazwa pratchawce (pro- + tracheata) nawiązuje do koncepcji wywodzącej pochodzenie tchawkowców (Tracheata) od Protracheata, które dawniej uważane były za przodków lądowych stawonogów (zobacz Uniramia). 
Do cech upodabniających pazurnice do pierścienic naukowcy zaliczają homonomiczną metamerię ciała, liczne warstwy mięśni wora powłokowo-mięśniowego, ułożenie metanefrydiów oraz pęcherzykowaty typ oczek (oczy kubkowe).
Z drugiej strony pazurnice oddychają tchawkami, ich ciało pokrywa chityna, mają zdolność linienia, otwarty układ krwionośny i hemocel, a na głowie mają parę członowanych czułków, co nadaje im cechy stawonogów. 
Przechodzą rozwój prosty – czyli bez stadium larwalnego; są rozdzielnopłciowe.
Jest dużo skamieniałości, z tego względu przedstawiona systematyka uwzględniała grupy wymarłe. Współcześnie żyją tylko przedstawiciele rzędu Euonychophora obejmującego rodziny Peripatidae i Peripatopsidae, tradycyjnie wydzielane na podstawie położenia gonoporów. Badania genetyczne nie potwierdzają jednak takiego podziału.
- Gromada: † Xenusia
  - Rząd: † Archonychophora
    - Rodzina Luolishaniidae

  - Rząd: † Protonychophora
    - Rodzina Aysheaiidae
    - Rodzina Xenusiidae

  - Rząd: † Scheronychophora
    - Rodzina Eochochariidae
    - Rodzina Hallucigeniidae
    - Rodzina Cardiodyctyidae

  - Rząd: † Paronychophora
    - Rodzina Onychodyctyidae
- Gromada: Udeonychophora
  - Rząd: † Ontonychophora
    - Rodzina Helenodoridae
    - Rodzina Succinipatopsidae
    - Rodzina Tertiapatidae

  - Rząd: Euonychophora
    - Rodzina Peripatidae (10 rodzajów, 87 gatunków)
    - Rodzina Peripatopsidae (39 rodzajów, 140 gatunków)